# 太华路街道 (西安市)
太华路街道，是中华人民共和国陕西省西安市新城区下辖的一个乡镇级行政单位。

## 行政区划
太华路街道下辖以下地区：
笃臣巷社区、太华南路社区、东童村社区、铁路东村社区、生产村社区、南郭上村社区、含元西路社区、银河坊社区、东元西路社区、八府庄社区、含元东路社区、纱厂东街社区、陕棉十一厂社区、石家街社区、八府庄园社区、含元殿社区和丹凤门社区。